# Eva Flyvholm
Eva Flyvholm (nascida em 18 de abril de 1981 em Nykøbing Falster) é uma política dinamarquesa, membro do Folketing pelo partido político da Aliança Vermelha e Verde. Ela foi eleita para o parlamento nas eleições legislativas dinamarquesas de 2015.

## Carreira política
Flyvholm foi eleita para o parlamento na eleição de 2015, recebendo 2.651 votos. Ela foi eleita novamente em 2019 com 3.740 votos.